# Aclytia jonesi
Aclytia jonesi är en fjärilsart som beskrevs av Rothschild 1912. Aclytia jonesi ingår i släktet Aclytia och familjen björnspinnare. Inga underarter finns listade i Catalogue of Life.